# Omakase

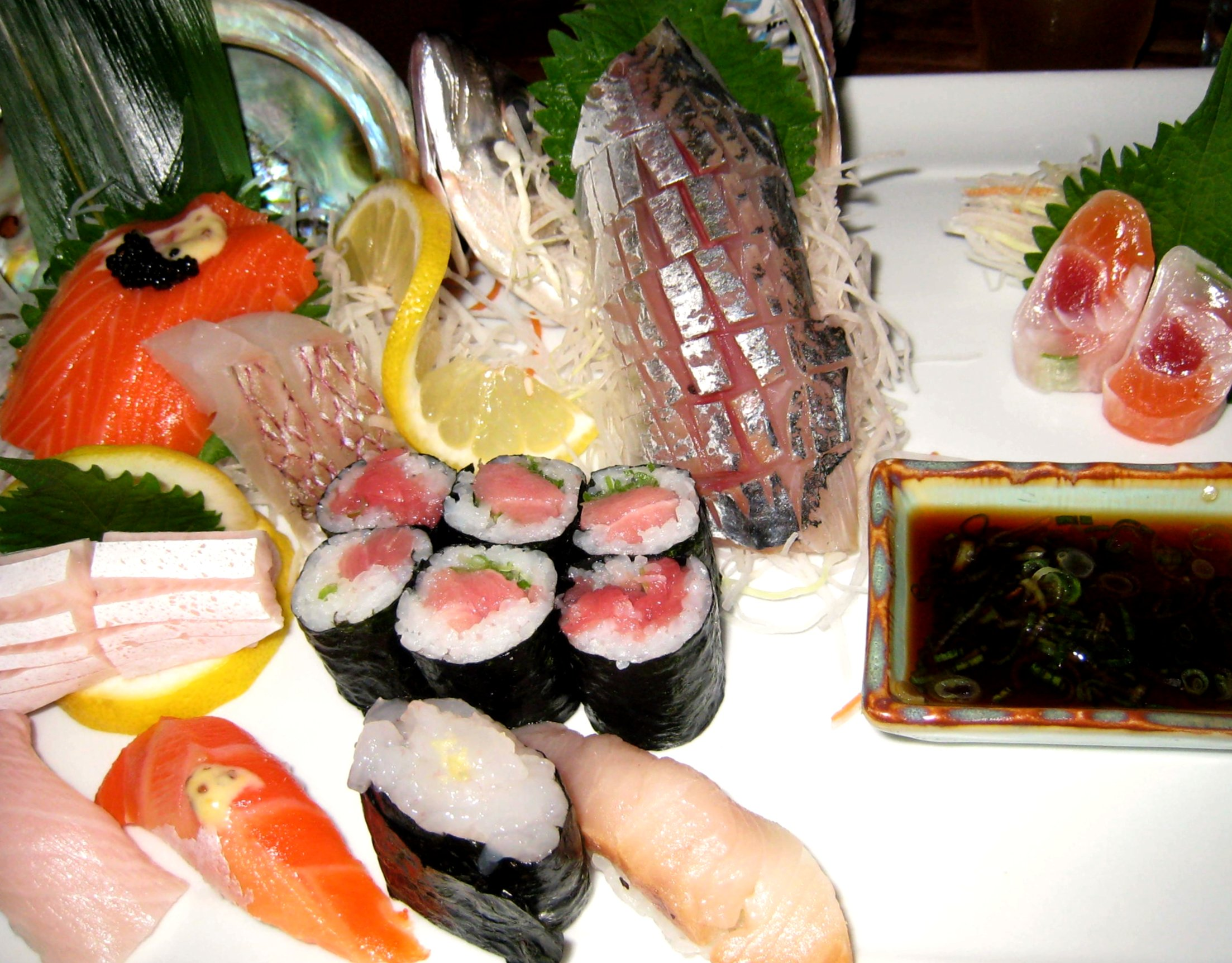
Omakase em um restaurante

Omakase (お任せ, o-makase) é uma palavra japonesa que é usada quando se faz o pedido de sushi em restaurantes. Significa "deixarei [a escolha] por sua conta". A expressão provém de uma composição do verbo "confiar" (任せる, makaseru)).

## Uso
A frase "omakase", literalmente "eu deixo isso para você",  é mais comumente usada em restaurantes japoneses onde o cliente deixa a cargo do chef selecionar e servir especialidades sazonais.  O antônimo japonês para "omakase" é "okonomi", o que significa que você está escolhendo o que pedir.  No inglês americano, a expressão é usada por clientes em restaurantes de sushi para deixar a seleção para o chef, em vez de pedir à la carte .  O chef apresentará uma série de pratos, começando com os pratos mais leves e prosseguindo para os pratos mais pesados.  A frase não é exclusiva para peixes crus com arroz e pode incorporar grelhados, cozimento em fogo brando e outras técnicas de cozimento.  

## Características
O guia Michelin disse sobre o omakase que "poucas experiências de jantares formais são tão reverenciadas ou intimidadoras".
Os clientes que fazem seus pedidos no estilo omakase esperam que o chef seja inovador e surpreendente na seleção dos pratos: a refeição pode ser comparada a uma performance artística. O pedido de omakase pode ser uma aposta, mas o cliente normalmente recebe o peixe da mais alta qualidade disponível a um custo menor do que se o tivesse sido pedido à la carte. Jeffrey Steingarten, em reportagem publicada pela Vogue, relata a participação em um "banquete memorável" de 22 pratos que se estendeu por várias horas:
A escritora Joanne Drilling comparou a experiência do omakase com a do prix fixe, mas disse que era "ligeiramente diferente. Trata-se de ceder completamente o controle do processo de escolha, deixando o chef escolher o seu jantar ". Como Steingarten, ela recomenda o pedido de omakase no balcão de sushi.  O guia Michelin chamou omakase de "companheiro espiritual e contraponto ao kaiseki", uma refeição elaborada com vários pratos altamente ritualizados.